# Alfred Strom
Alfred Strom, född den 9 juli 1916 i Sydney, död den 18 mars 1973 i Brügge, var en australisk bancyklist som vann nio sexdagarslopp, varav sex med landsmannen Reginald Arnold. Tillsammans blev de också silvermedaljörer vid europamästerskapen i madison 1952 och tog därtill två brons i samma gren.

## Meriter
| Nedan listas Stroms vinster i sexdagarslopp: 1949/1950 New Yorks sexdagars med Reginald Arnold Berlins sexdagars med Reginald Arnold 1960/1951 Berlins sexdagars med Reginald Arnold Antwerpens sexdagars med Reginald Arnold 1951/1952 Antwerpens sexdagars med Reginald Arnold Londons sexdagars med Reginald Arnold 1952/1953 Münchens sexdagars med Ludwig Hörmann 1954/1955 Århus sexdagars med Sidney Patterson 1956/1957 Louisvilles sexdagars med John Tressider | 1948/1949 3:a i madison med Reginald Arnold 1951/1952 2:a i madison med Reginald Arnold 1955/1956 3:a i madison med Reginald Arnold |